# Eduard Borovanský
Edouard Borovanský (rodným jménem Eduard Josef Skřeček, 24. února 1902 Přerov – 18. prosince 1959 Randwick, Sydney) byl česko-australský baletní tanečník, choreograf a režisér, významná osobnost moderního baletu v Austrálii. Po turné roku 1938 se s manželkou a rovněž tanečnicí Xenií Borovansky natrvalo usadili v Melbourne, kde založili soubor Borovansky Ballet. Tato společnost položila základ profesionálního moderního baletu v Austrálii a následně byla roku 1962 částečně transformována do souboru The Australian Ballet, prvního australského národního baletního souboru.

## Životopis

### Mládí
Narodil se jako Eduard Josef Skřeček roku 1902 v Přerově na moravské Hané v tehdejším Rakousku-Uhersku jako sedmé dítě železničního úředníka Františka Skřečka a jeho ženy Arnoštky. Po absolvování obecné a střední školy pracoval jako účetní, poté byl povolán k povinné vojenské službě u Československého letectva. V roce 1921 vstoupil do sboru olomoucké opery jako barytonista, ale po počáteční gymnastické průpravě byl přeřazen do baletního sboru.

### Kariéra v Evropě
Balet pak studoval v Praze, mj. u Augustina Bergera. V září 1923 úspěšně absolvoval konkurz do pražského Národního divadla, kde se úspěšně vypracovával k větším a větším rolím. V roce 1928 potom získal místo v zájezdové taneční společnosti Anny Pavlové, následně si změnil jméno na Eduard Borowanski. Svou kariéru začal jako tanečník charakterních rolí. Poprvé se souborem Pavlova Ballet vystoupil v německém Hamburku, poté s ním cestoval po několik sezón po Velké Británii, Jižní Americe a Asii. Austrálii se společností poprvé navštívil v roce 1929. Po smrti Anny Pavlové v roce 1931 však soubor zkrachoval a on a jeho družka, Ruska Xenie Nikolajevna Krügerová, rozená Smirnova (1903–1985), se pak živili výukou baletu pro děti v provizorních ateliérech v Paříži, Praze a Berlíně. S Krügerovou se, poté co se rozvedla, oženil. V roce 1932 pak nastoupil do Ballet Russe de Monte Carlo. Jeho významnými zdejšími rolemi zde byly mj. Silný muž v Le Beau Danube, Polkan ve Zlatém kohoutkovi a Obchodník z Fantasie La Boutique.

### V Austrálii

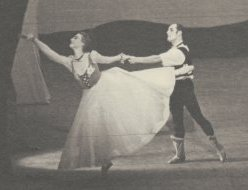
Ann MacKintosh a Eduard Borovansky v baletním představení na hudbu Edvarda Griega, asi 1941

V roce 1938 s Ballet Russe de Monte Carlo znovu navštívil Austrálii se společností, nyní přejmenovanou na The Royal Covent Garden Russian Ballet, nicméně on a jeho manželka se na konci turné rozhodli zůstat v Austrálii. Po anexi Československa Adolfem Hitlerem v roce 1939 měli manželé Borovansky pocit, že balet v regionu nemá moc budoucnosti a vypuknutí druhé světové války o několik měsíců později jim nedalo o nic víc podnětů ani příležitostí k návratu do Evropy.
Se svou ženou založil v Melbourne baletní školu s názvem Melbourne Academy of Russian Ballet. Xenia byla její hlavní lektorkou, Borovansky se zabýval především administrativou. V roce 1940 se akademie rozrostla a Borovansky byl schopen založit Borovansky Australian Ballet Company, soubor, který v prosinci téhož roku absolvoval svou první sezónu v Divadle komedie v Melbourne. Jeho hlavní tanečnicí byla Laurel Martyn. Společnost vystřídala několik názvů, vždy ale obsahovala Borovanského jméno. Borovanský také podpořil vznik Melbournského baletního klubu, který předvedl a podporoval nové choreografie.

### Borovansky Ballet
Od roku 1940 jeho soubor uváděl studiová představení pro Melbourne Ballet Club v originálních choreografiích Borovanského, dále Xenie Borovansky, Laurel Martyn a Dorothy Stevenson. Jeho první dílo, Vltava, na motivy symfonické básně Má vlast Bedřicha Smetany mělo premiéru v Divadle komedie v Melbourne. Choreografická a prezentovaná díla v tomto období zahrnují Martynovu Sigrid, Stevensonovu Sea Legend (jejíž výpravu navrhl William Constable) a Martynovu En Saga. V roce 1942 představila Borovanského společnost pětinoční hostování v Princess Theatre v Melbourne. To bylo tak úspěšné, že přesvědčilo divadelní společnost JC Williamson Theatres Ltd, že by balet mohl být „potenciálně velký byznys“. Borovansky měl nyní komerční podporu a přístup do divadel po celé Austrálii. Na oplátku byla jeho společnost založena, aby zajistila komerční úspěch. Podpora JC Williamson Theatres Ltd byla zlomovým bodem, protože bez ní by společnost zanikla, podobně jako Kirsova Ballet se sídlem v Sydney (1941–44), který odmítl komerční podporu a ekonomicky se pak zhroutil. Borovanského společnost proto připravovala „velká, barevná, známá díla, která společnost Williamson preferovala“.
Borovansky byl naturalizován v roce 1944 jako britský občan (australské občanství vzniklo až roku 1949), v Melbourne se stal známou postavou a proslul svým despotickým zacházením se svými tanečníky. V roce 1944 jeho 40členná společnost procestovala hlavní města pevniny, Tasmánii a Nový Zéland s repertoárem, který zahrnoval mj. balety Giselle, Labutí jezero (2. dějství), Les Sylphides, En Saga, Capriccio Italien, Fasáda Fredericka Ashtona a Borovanského symfonický fantasy, Vltava. V roce 1945 společnost opět cestovala po pevninské Austrálii. Borovanského práci v nemalé míře výtvarně napomohla přítomnost jeho předválečné kolegyně, hlavní tanečnice Tamara Tchinarová, jejíž paměť někdejších choreografií Borovanského nadchla.

### Pozdní léta
Na konci této sezóny Laurel Martyn opustila společnost a vytvořila z původního Melbourne Ballet Club, Victorian Ballet Guild. Malý, experimentální taneční soubor by Borovanského silně přitahoval, byl však nucen připravovat nákladné baletní kusy pro společnost JC Williamson. Druhým Borovanského baletem byla Terra Australis, což je první balet vzniklý v Austrálii. Premiéru měl v Melbourne 25. května 1946. Libreto baletu vytvořil Tom Rothfield. Balet se zaměřil na téma kolonizace Austrálie bílými osadníky. Okolo roku 1948 vedl také soubor s operetním repertoárem, ten se ale po 18 měsících finančně rozpadl.
V roce 1951 Borovansky sestavil nový soubor nazvaný Borovansky Jubilee Ballet, který byl sponzorován společností Education in Music and Dramatic Arts Society a JC Williamson's. Téhož roku byl premiérován jeho balet Černá labuť, založený na historické události při objevitelské cestě kapitána Vlaminga z Nizozemské Východoindické společnosti k Austrálii. V dalších letech pak se společností uvedl výpravné ambiciózní inscenace, často ruských, baletů. Během sezóny 1957 zde hostovali umělci z britského Royal Ballet, včetně tanečnice Margot Fonteyn.

### Úmrtí
Borovansky zemřel na koronární okluzi 18. prosince 1959 ve čtvrti Randwicku v Sydney a byl pohřben s anglikánskými obřady na hřbitově Box Hill v Melbourne. 

### Odkaz
Jeho společnost poskytla základ pro vytvoření národní australské baletní společnosti The Australian Ballet, kterou vytvořila někdejší umělecká ředitelka Borovansky Ballet Peggy van Praagh založila v roce 1962, jeho tanečníci poskytli jádro souboru. 21. března 1980 se v Opeře v Sydney konala slavnostní pocta oslavující Borovanského dílo jako zakladatele baletu v Austrálii. Byl posmrtně uveden do Síně slávy na Australian Dance Awards v roce 1999.